# Nikita Mandryka
Nikita Mandryka, född 20 oktober 1940 i Bizerte i Franska protektoratet Tunisien, död 13 juni 2021 i Genève i Schweiz, var en fransk serieskapare. Han blev mest känd för sin seriefigur Le Concombre masqué ('Den maskerade gurkan') samt som medgrundare av den inflytelserika vuxenserietidningen L'Écho des Savanes.

## Biografi
Mandryka var son till en rysk marinofficer, som efter ryska inbördeskrigets slut lämnade Ryssland med Svartahavsflottan och slog sig ned i franska Nordafrika. Han inledde sin yrkesbana som tecknare 1964, i den franska serietidningen Vaillant, ägd av det franska kommunistpartiet. För tidningen tecknade han inledningsvis serieäventyr med journalisten "Boff" i huvudrollen, och under pseudonymen Nik. Under åren som följde kom han även att använda artistnamnen Kalkus, Karl Kruss, Caleq-Usse och Kilkoz.
1965 skapade han sin mest kända serie, den om Den maskerade gurkan (Le Concombre masqúe). Den gröna seriefiguren, med sin svarta mask tvärs över det gurkvårtiga ansiktet, blev känd för uttrycksfulla svordomar, till exempel "Bretzel liquide!" ('Flytande pretzel!') och "Bicarbonate de soude!" ('Natriumbikarbonat!'). Han tecknade serien regelbundet fram till 1969 och tecknade vid sidan av också Les Miniscules och Ailleurs. Först 1975 avslutade han sin medverkan hos det förlag som gav ut tidningen, som då bytt namn till Pif Gadget.
Redan 1966 hade Mandryka blivit en återkommande bidragsgivare även till det konkurrerande förlaget Dargauds tidning Pilote. Det började med ett antal kortare seriehistorier, men till slut bildade han en serieskaparduo med Marcel Gotlib med serien Les Clopinettes som resultat. Mandryka skrev också parallellt seriemanus för serieskapare som Yves Got, Gotlib, Patrice Ricord och Ramon Monzon.

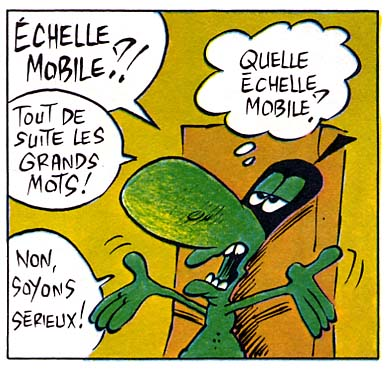
Le Concombre masqué, 1973.

I Pilote återföddes Le Concombre masqué 1971, men redan året därpå lämnade han tidningen efter en dispyt med chefredaktören René Goscinny. Då startade Mandryka, Gotlib och Claire Bretécher den inflytelserika tidningen L'Écho des Savanes – ofta nämnd som den kanske första franska vuxenserietidningen.
Le Concombre masqué återkom dock i Pilote 1979, och 1989 började den tryckas i Spirou. I denna belgiska serietidning skapade Mandryka också den skämtserien Cybertimes, från 2003 efter manus av Thiriet.
Under årens lopp har Mandrykas signatur och tecknade verk även synts i tidningar som Le Nouveau Clarté, Actuel och Métal Hurlant. 1993 publicerade tidningen Perlin hans serie Antoine, Camille et Bismuth, och två år senare återvände han till l'Écho des Savanes med sin Les Aventyres galactiques de Roger Bacon.
Vid sidan av de egna serieproduktioner och olika seriemanus arbetade Mandryka från och till som serietidningsredaktör, exempelvis för Charlie Mensuel 1982 och två år senare för Pilote.
Han avled 2021 vid en ålder av 80 år.

## Erkännande
1994 mottog Nikita Mandryka Grand prix de la ville d'Angoulême, den franskspråkiga seriebranschens viktigaste seriepris. 2006 fick han namnge en nyupptäckt asteroid.